# قورباغه کماندار
قورباغه کماندار (نام علمی: Leiopelma archeyi) نام یک گونه از تیره قورباغه‌های بدوی نیوزیلند است.